# Holy Man (musikalbum)
Holy Man är det fjärde soloalbumet av Joe Lynn Turner, utgivet år 2000. Albumet innehåller en blandning av melodisk rock och kraftfulla gitarrdrivna låtar. Låten “Freedom’s Wings” är en omarbetad version av en tidigare inspelning från Turners album Hurry Up and Wait, där originalversionen inkluderade sång av Doogie White. Albumet har gästartister som Joe Bonamassa och Al Pitrelli, vilket bidrar till albumets varierade ljudbild och dynamik.

## Låtlista
- No Salvation – 4:40 (Kajiyama/Turner)
- Holy Man – 4:38 (Held/Kajiyama/Turner)
- Anything – 4:57 (Held/Kajiyama/Turner)
- Honest Crime – 4:10 (Bonamassa/Held/Turner)
- Wolves at the Door – 3:38 (Bonamassa/Held/Turner)
- Angel – 4:27 (Bonamassa/Held/Turner)
- Something New – 4:41 (Cochran/Turner)
- Love is Blind – 3:40 (Held/Teeley)
- Breaking Away – 2:50 (Cochran/Young)
- Midnight in Tokyo – 5:05 (Held/Kajiyama/Turner)
- Babylon – 3:44 (Kajiyama/Turner)
- Closer – 4:53 (Kajiyama/Turner)
- Too Blue to Sing the Blues – 4:31 (Kajiyama/Pitrelli/Held/Brown)

## Medverkande
- Joe Lynn Turner – sång, bakgrundssång på spår 2, 7, 8, 9, 12
- Akira Kajiyama – gitarr på spår 1, 2, 3, 10, 11, 12, 13
- Eric Czar – bas på spår 1, 2, 3, 10, 11, 12, 13
- Greg Smith – bas på spår 4, 5, 6, 7, 8, 9
- Kenny Kramme – trummor
- Paul Morris – keyboard

## Produktion
• Inspelad och mixad i Unique Studios, NYC, NY
• Producenter – Bob Held, Joe Lynn Turner
• Skivbolag – MTM Metal